# Ajita Wilson
Ajita Wilson (12 de janeiro de 1950 - 26 de maio de 1987) foi uma atriz americana que estrelou filmes de exploitation europeus nas décadas de 1970 e 1980. Wilson era, segundo a maioria dos relatos, transexual, nascida como George Wilson, um nome masculino. Ela também fez alguns trabalhos como modelo. Wilson morreu de hemorragia cerebral em 26 de maio de 1987, aos 37 anos.

## Filmografia selecionada
- The Nude Princess (1976)
- Mavri Aphroditi (Títulos em inglês: Black Aphrodite e Blue Passion) (1977)
- Proibito erotico (Título em inglês: Erotic Fantasies) (1978)
- L'amour chez les poids lourds (Título em inglês: Truck Stop) (1978)
- Follie Di Notte aka Joe D'Amato – Follie Di Notte (1978)
- Los Energéticos (1979)
- Escape from Hell (1980)
- The Smugglers (1980)
- Sadomania (1981)
- Apocalipsis sexual (1982)
- El regreso de Eva Man (1982)
- Macumba sexual (1983)
- Orgia stin Kerkyra (Título em inglês: The Pussycat Syndrome) (1983)
- Anomaloi erotes sti santorini (Greek film) (1984)
- Diakopes Stin Idra (Título em inglês: Holidays in Hydra) (1984)
- Savage Island (1985)
- Bocca Bianca Bocca Nera (1986)